# Abraxas tenuisuffusa
Abraxas tenuisuffusa är en fjärilsart som beskrevs av Inoue 1984. Abraxas tenuisuffusa ingår i släktet Abraxas och familjen mätare. Inga underarter finns listade i Catalogue of Life.